# パタゴニアエクスペディションレース
パタゴニアエクスペディションレース（英: Patagonian Expedition Race）は毎年夏にチリのパタゴニアで行われるアドベンチャーレース。2004年に第1回大会が開催された。
「世界の果ての冒険レース」として知られる10日間に及ぶレースで、メンバーは男女を含む4人。種目はトレッキング、シーカヤック、マウンテンバイク、ロープアクティビティで構成され、未踏の荒野を地図とコンパスだけで移動する。その非常に過酷なコースのため、「最後のワイルドなレース」、「世界でもっとも過酷なアドベンチャーレース」、「アドベンチャーレースのダカール」とも称される。